# 井手恵生
井手 恵生（いで めぐみ、1927年1月16日 - 2005年9月6日）は、日本の経営者。コニカ社長、会長を務めた。東京都出身。

## 来歴・人物
1956年に東京大学法学部を卒業し、同年に小西六写真工業(のちのコニカ)に入社した。主に販売畑で携わり、1973年5月に取締役に就任し、1976年7月に常務、1979年12月に専務、1982年7月に副社長を経て、1983年12月に社長に就任した。1990年6月から1996年6月までに会長を務めた。東京工芸大学理事長も務めた。
1989年にゴールデン・フォト・ピン賞を受賞し、1991年11月に藍綬褒章を受章し、1997年11月に勲三等旭日中綬章を受章。
2005年9月6日前立腺がんのために死去。78歳没。